# ダオ・バンドン
ダオ・バンドン（タイ語: ดาว บ้านดอน、英: Dao Bandon、1947年1月4日 - ）は、タイの歌手。1972年に歌手としてデビューした。

## 作品

### アルバム
- Khon Khee Lang Kway[3][4]
- Roe Rak Tai Ton Kradon

### 作詞参加楽曲
- Jao Bao Hai (チンタラー・プーンラープ)
- Rak Salai Dok Fai Ban  (チンタラー・プーンラープ)
- Covid Ma Namta Lai (チンタラー・プーンラープ)[5]
- Nam Ta Loan Bon Tee Non (ハーニー・シーイーサーン)
- Kulab Daeng (ソムチット・ボートーン)